# Juan Manuel de Rosas
Juan Manuel de Rosas (ur. jako Juan Manuel José Domingo Ortiz de Rozas y López de Osornio 30 marca 1793, zm. 14 marca 1877) – argentyński generał i polityk, gubernator prowincji Buenos Aires w latach 1829–1832 i 1835–1852, dyktator.

## Życiorys
Urodził się w zamożnej rodzinie właścicieli kilku największych w Argentynie rancz hodowlanych. Objąwszy majątek zgromadził wokół siebie armię gauczów, tutejszych pasterzy, których wyznaczył do ochrony swoich posiadłości przed Indianami. W 1820 pułkownik Manuel Dorrego, gubernator Buenos Aires, powierzył mu stanowisko szefa milicji w prowincji Buenos Aires.
W 1827 obalił pierwszego prezydenta Bernardino Rivadavię, a po odsunięciu Dorrego od władzy w 1828, będąc zwolennikiem federacji, opowiedział się przeciwko nowemu gubernatorowi, Juanowi Lavalle. Po raz kolejny zwołał zgromadzenie ustawodawcze. Wybrało go ono na gubernatora w 1829. Po trzech latach kadencji zrezygnował z urzędu, ale, mimo rządzenia żelazną ręką, cieszył się dużą popularnością, dzięki czemu w 1835 zaproponowano mu ponownie urząd gubernatora. Rosas zgodził się pod warunkiem otrzymania dyktatorskich pełnomocnictw.
Zaprowadził rządy terroru, inicjując kult własnej osoby (np. wynoszenie obrazów z jego wizerunkami na ołtarze kościelne). Prowadził nieustanne konflikty i wojny z Konfederacją Peruwiańsko-Boliwijską i Urugwajem. Udzielał pomocy urugwajskim blancos, co spowodowało dziewięcioletnie oblężenie Montevideo (1843-1852). W 1852 generał Justo José de Urquiza, adiutant Rosasa, wpływowy gubernator sąsiedniej prowincji Entre Rios, a także przywódca opozycji, zdradził dyktatora, pokonując go w bitwie pod Monte Caseros (3 lutego 1852) i uwalniając miasto. Obalony Rosas zdołał uciec na okręt brytyjskiej marynarki wojennej, którym popłynął do Anglii. Resztę życia spędził jako ziemianin w Hampshire w Wielkiej Brytanii. Pochowany na Cementerio de la Recoleta.